# Clothilde Soupert
'Clothilde Soupert' est un cultivar de rosier obtenu en 1888 par la maison luxembourgeoise Soupert & Notting. Il est issu d'un croisement entre le rosier polyantha 'Mignonnette' (Guillot, 1875) et le rosier thé 'Madame Damaizin'. Il porte le nom d'une des filles de l'obtenteur Jean Soupert.

## Description
Ce petit rosier polyantha élégant ne s'élève qu'à 40 ou 50 cm de hauteur. Son buisson vigoureux aux branches fermes et peu épineuses possède un feuillage vert clair. Ses fleurs rondes, très doubles et odorantes, sont blanches avec des nuances roses au cœur et remontent généreusement jusque tard en automne ; il arrive que certaines roses soient d'un blanc pur et d'autres plus rosées à la remontée. Elles fleurissent en bouquets. Sa zone de rusticité est de 6b à 10b.

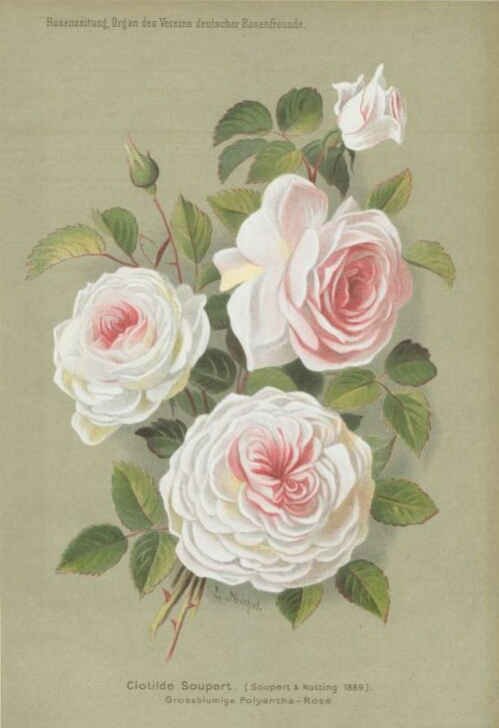
Illustration in Rosen-Zeitung, août 1889.

Cette variété très à la mode à la Belle Époque était autant prisée par les fleuristes pour la fleur fraîche que par les amateurs de jardins. L'écrivain Tchekhov, grand amoureux des roses, en possédait dans le jardin de sa villa de Yalta en Crimée.
Toujours présente dans les catalogues, elle se cultive facilement en pot.
Elle a donné une mutation grimpante, 'Clothilde Soupert climbing', découverte aux États-Unis en 1902 par Dingee & Conard qui s'élève à 300 cm.